# Lejota aerea
Lejota aerea är en tvåvingeart som först beskrevs av Friedrich Hermann Loew 1872.  Lejota aerea ingår i släktet vedblomflugor, och familjen blomflugor. Inga underarter finns listade i Catalogue of Life.